# Cuevas de San Clemente
Cuevas de San Clemente è un comune spagnolo di 45 abitanti situato nella comunità autonoma di Castiglia e León.